# Carboxilación
La carboxilación es una reacción química en la que se produce un grupo carboxílico al tratar un sustrato con dióxido de carbono. La reacción opuesta es la descarboxilación. En química, el término carbonatación a veces se usa como sinónimo de carboxilación, especialmente cuando se aplica a la reacción de reactivos carbaniónicos con CO2. Más generalmente, la carbonatación generalmente describe la producción de carbonatos.

## Carboxilación en química orgánica
La carboxilación es una reacción estándar en química orgánica. Específicamente, la carbonatación (es decir, la carboxilación) de los reactivos de Grignard y los compuestos de organolitio es una forma clásica de convertir haluros orgánicos en ácidos carboxílicos:

Reacción de bromuro de terc-butil magnesio con dióxido de carbono a temperatura ambiente obteniéndose ácido piválico.

El salicilato de sodio, precursor de la aspirina, se prepara comercialmente tratando el fenóxido de sodio (la sal de sodio del fenol) con dióxido de carbono a alta presión (100 atm) y alta temperatura (390 K), un método conocido como reacción de Kolbe-Schmitt. La acidificación de la sal de salicilato resultante da el ácido salicílico:
Muchos procedimientos detallados se describen en Organic Syntheses.
Los catalizadores de carboxilación incluyen carbenos N-heterocíclicos. y catalizadores a base de plata.

## Carboxilación en bioquímica
La vida basada en el carbono se origina en la carboxilación que une el dióxido de carbono atmosférico a un azúcar. El proceso generalmente es catalizado por la enzima RuBisCO. La RuBisCO (Ribulosa-1,5-bisfosfato carboxilasa/oxigenasa), la enzima que cataliza esta carboxilación, es posiblemente la proteína más abundante en la Tierra.

La transferencia de grupos carboxilo desempeña un papel importante en los sistemas bioquímicos y está mediada por enzimas, llamadas carboxilasas (carboxi-transferasas):

El ciclo de Calvin muestra la carboxilación de la ribulosa-1,5-bisfosfato.